# Orius insidiosus
Orius insidiosus is een wants uit de familie van de bloemwantsen (Anthocoridae). De soort werd het eerst wetenschappelijk beschreven door Thomas Say in 1832.
De volwassen Orius insidiosus is ca. 3mm groot en voedt zich onder andere met nimfen van de schadelijke wittevlieg.